# Достигнутый статус
Достигнутый статус — социальное положение, которое приобретается человеком по собственному выбору и связано с его «личными способностями и успехом». Примеры достигнутого статуса — студент-отличник, выпускник вуза, наёмный работник, супруг, олимпийский чемпион или вор. 
Достигнутый статус относится к системе социальной стратификации, в которой возможна социальная мобильность. При этом он не всегда связан лишь с усилиями самого человека, на этот статус может влиять предписанный статус. Например, статус юриста с высокой вероятностью следует из предписанного статуса — происхождения из благополучной семьи. В то же время выходцы из бедных семей (предписанный статус) проще достигают статуса безработного или преступника.
Парные понятия «предписанный» статус и «достигнутый» статус были предложены Ральфом Линтоном, в дальнейшем их использовал Т. Парсонс в своей схеме «типовых переменных» (аскрипция — достижение). Согласно Парсонсу, в развитых обществах переход от предписанного статусу к достигнутому обеспечил социальную мобильность на основе личных достоинств.